# سباق باريس روبيه
سباق باريس روبيه (بالفرنسية:  Paris–Roubaix)‏ هو سباق دراجات هوائية يجري في شمالي فرنسا. انطلق للمرة الأولى في سنة 1905. يعتبر البلجيكي روجر دي فلايمينك الأكثر فوزاً بالسباق.

## الفائزون
خطأ لوا في mw.text.lua على السطر 25: bad argument #1 to 'match' (string expected, got nil).